# Kant-Gymnasium Karlsruhe
Das Kant-Gymnasium ist ein allgemeinbildendes Gymnasium, das in der Karlsruher Innenstadt direkt neben der Universität gelegen ist. Die Schule ist nach dem Königsberger Philosophen Immanuel Kant benannt.

## Geschichte
Das Kant-Gymnasium wurde am 7. Oktober 1863 als höhere Bürgerschule gegründet. Das Schulgebäude, welches 1873 in der Englerstraße erbaut wurde, entwarf Heinrich Lang.
Nachdem bereits 1966 sechs Klassen der unteren Stufen mit Schülerinnen und Schülern aus Rintheim, Hagsfeld, der Waldstadt und Oststadt in die Heinrich-Köhler-Schule ausgelagert werden mussten und auch 1968 trotz eines Erweiterungsbaus in der Waldhornstraße neun Klassen in Rintheim bleiben mussten, wurde nach fünfjähriger Bauzeit am 15. August 1969 das Gymnasium Nordost (heute Otto-Hahn-Gymnasium) selbständig und die Schule geteilt. Zuvor war es eine Außenstelle des Kant-Gymnasiums in Rintheim mit elf ausgelagerten Klassen. Zeitweise wurden auch für die Schüler aus den äußeren Stadtteilen Busse von der Stadt eingesetzt.

## Profil
Das Kant-Gymnasium bietet einen sprachlichen und einen naturwissenschaftlichen Zug an. Alle Schüler beginnen in der fünften Klasse mit der Fremdsprache Englisch. In der sechsten Klasse folgt dann Französisch oder Latein als zweite Fremdsprache. Ab der achten Klasse entscheiden sich die Schüler für den sprachlichen Zug mit der dritten Fremdsprache (Russisch oder Italienisch) oder für den naturwissenschaftlichen Zug (Naturwissenschaft und Technik – NwT).
Zur Stärkung des naturwissenschaftlichen Profils nimmt das Kant-Gymnasium seit dem Schuljahr 2019/20 am Schulversuch Informatik teil und ist dadurch berechtigt Informatik in der Oberstufe als 3-stündiges Basisfach und als 5-stündiges Leistungsfach anzubieten.
Das Kant-Gymnasium ist das einzige Gymnasium in Karlsruhe, in dem man Russisch als dritte Fremdsprache wählen kann.

## Schülerbetreuung
Das Kant-Gymnasium bietet bereits seit dem Schuljahr 2003/05 in Zusammenarbeit mit der Kinder-Stadtkirche eine offene Nachmittagsbetreuung an. Sie umfasst ein gemeinsames Mittagessen in der 2019 eröffneten schuleigenen Mensa, eine anschließende Hausaufgabenbetreuung sowie verschiedene Sportangebote. Seit 2006 nimmt die Schule auch am Jugendbegleiterprogramm teil.
Seit dem Schuljahr 2007/08 ist das Kant-Gymnasium eine offene Ganztagsschule. In diesem Zusammenhang wurde eine Rhythmisierung des Vor- und Nachmittagsunterrichtes durchgeführt und eine (bis auf das Mittagessen) kostenlose Nachmittagsbetreuung an allen Tagen der Woche bis 16 Uhr eingerichtet.

## Ehemalige Schüler
- Ludwig Schumann (1848–1899), Sohn von Robert Schumann und Clara Schumann
- Paul G. Hahnemann (1912–1997), BMW-Vertriebsvorstand
- Dietmar von Hoyningen-Huene (* 1943), Verfahrenstechniker und Hochschulrektor
- Michael Buback (* 1945), Chemiker und Hochschullehrer
- Uwe Lindau (1950–2022), Künstler
- Gerald Sommer (* 1963), Germanist, Autor, Redakteur und Herausgeber
- Markus Hechtle (* 1967), Komponist und Hochschullehrer
- Eva Croissant (* 1991), Sängerin und Songschreiberin